# 15170 Erikdeul
15170 Erikdeul è un asteroide della fascia principale. Scoperto nel 1960, presenta un'orbita caratterizzata da un semiasse maggiore pari a 2,4229037 UA e da un'eccentricità di 0,1617601, inclinata di 1,83962° rispetto all'eclittica.
l'asteroide è dedicato a Erik Deul, astronomo olandese.